# László Polikárp
László Polikárp Miklós (Nagygalambfalva, 1849. október 10. – Szászmedgyes, 1910. május 15.) Ferenc-rendi paptanár.

## Életpályája
Székesfehérváron és Budapesten tanult. 1872. augusztus 12-én pappá szentelték. 1875. szeptember 3-án Mikházán lépett be a Ferences rendbe. 1875–1903 között novícmester volt. 1880-ban Nagyszebenben házfőnök és definitor volt. 1883–1889 között tartományfőnök volt. 1889–1905 között custos volt. 1890-ben a mariánus rendtartomány vizitátor generálisa lett. 1892-ben és 1897-ben Vajdahunyadon házfőnök volt. 1893–1896 között Mikházán volt házfőnök. 1898-ban commisarius provincialis lett. 1899–1905 között ismét tartományfönök lett. 1903–1909 között a rend római vezetésében tanácsos és a kapisztránus rendtartomány vizitátor generálisa volt.
Csíksomlyón, Kolozsváron, Vajdahunyadon és Mikházán oktatott. Előkészítője és szövegezője volt a XIII. Leó pápa által 1897-ben kiadott ferences rendi szabályoknak, melyek segítségével a rend mindhárom ágában – ferencesek, minoriták, kapucinusok – véghez vitték a rendi élet reformját.